# Huis Reynders

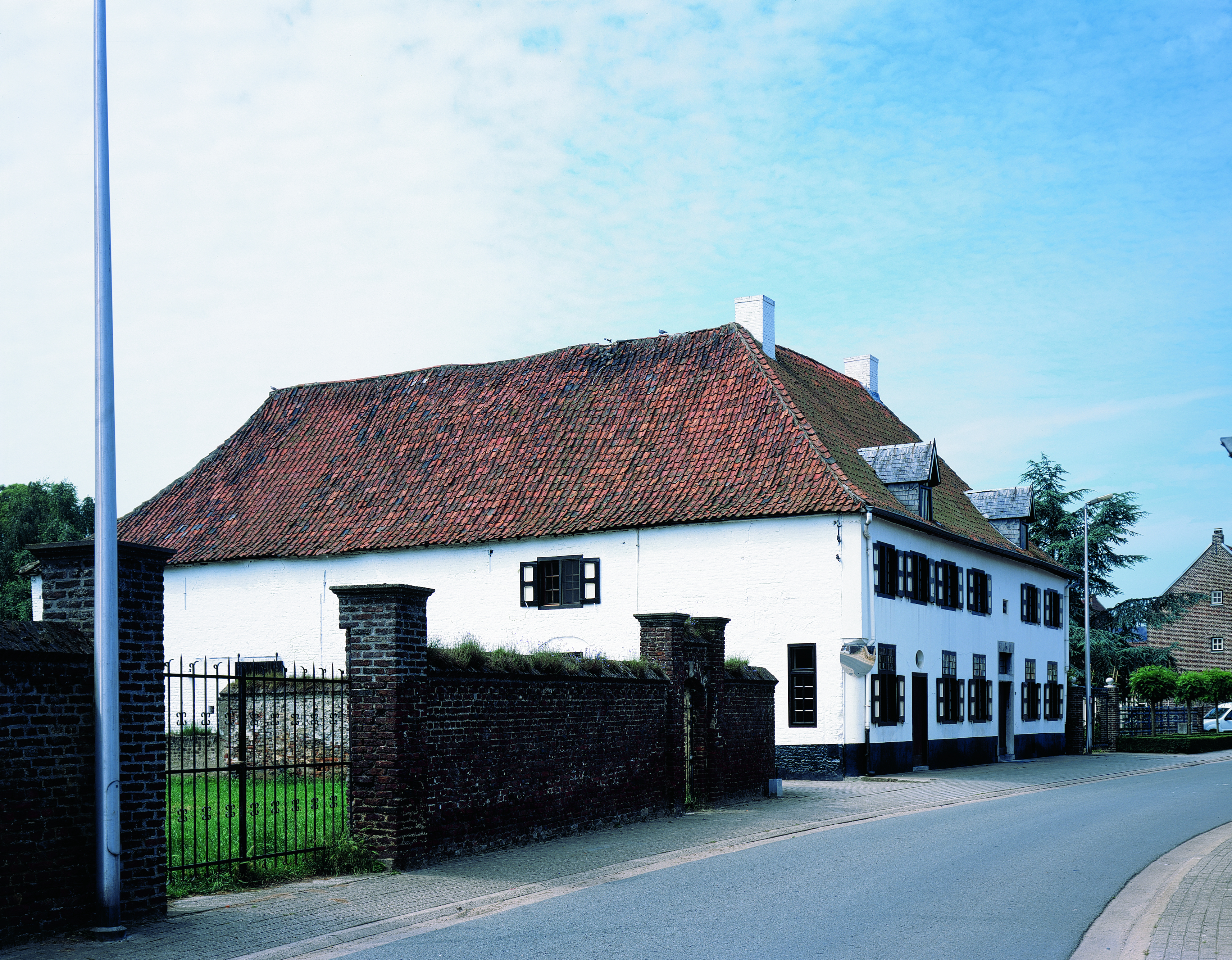

Het Huis Reynders is een historisch huis in het Belgische dorp Ophoven, gelegen aan Maasstraat 14.
Het huis werd bewoond door de familie Reynders, welke veel kapiteins van het schuttersgilde heeft voortgebracht en voor het eerst in 1616 werd vermeld. De laatste kapitein van Ophoven was Simon Reynders, welke stierf in 1793. De buurman van Simon was overigens Philip Mertens, bendehoofd van de bokkenrijders.
Het huidige huis werd waarschijnlijk in 1707 gebouwd door Joannes Reynders, eveneens kapitein, welke getrouwd was met Elisabeth Gielen en stierf in 1753. Het jaartal 1707 zou volgen uit een onduidelijk chronogram in de gevel: Bis combusta reaedificata, ofwel, herbouwd na brand. Op de latei is het monogram IHS te vinden.
De voorgevel van het L-vormige gebouw is tegenwoordig gepleisterd en witgeschilderd. De zijvleugel was het dienstgebouw. De L-vorm is overgebleven van een aanvankelijk U-vormig bouwwerk.
In 2005 werd dit huis, met zijn omgeving, geklasseerd als monument.